# Patrick Mölleken
 (août 2020).
 (août 2020).
Le contenu est difficilement compréhensible vu les erreurs de traduction, qui sont peut-être dues à l'utilisation d'un logiciel de traduction automatique.

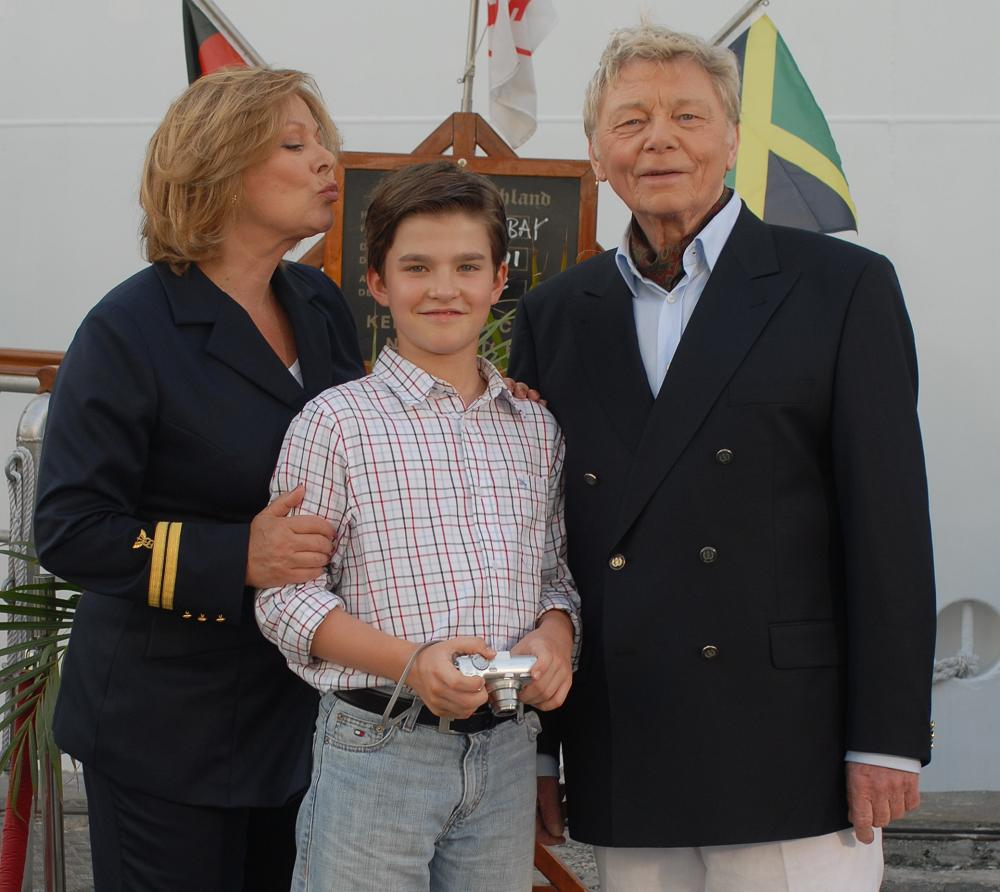
Les acteurs Heide Keller, Patrick Mölleken et Uwe Friedrichsen tournent l'épisode du bateau de rêve San Francisco (2007).

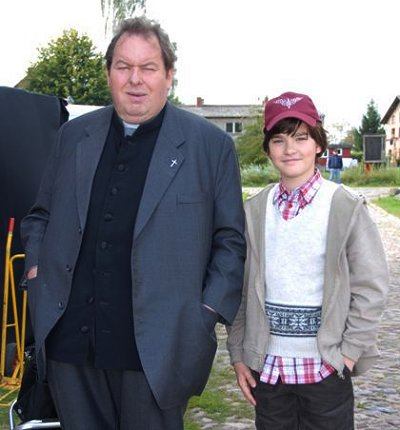
Patrick Mölleken avec Ottfried Fischer au tournage de Pastor Braun (2007).

Patrick Mölleken est un acteur, réalisateur, scénariste et producteur allemand né le 27 septembre 1993 à Haan (Allemagne).

## Filmographie

### Acteur
- 2004, 2016 : Alarm für Cobra 11 – Die Autobahnpolizei (série télévisée , 2 épisodes)
- 2005 : Carwash – Der Kadett (série)
- 2005 : Robin Pilcher: Jenseits des Ozeans (série télévisée)
- 2007 : Evelyn (court métrage)
- 2007 : Das Traumschiff – San Francisco (série télévisée)
- 2007-2008 : Le Rêve de Diana (Alles was zählt)
- 2008 : Familie Sonnenfeld – Angst um Tiffy (série télévisée)
- 2008 : Maddin in Love (série télévisée, 2 épisodes)
- 2008 : Pfarrer Braun – Heiliger Birnbaum (série télévisée)
- 2008 : Ihr könnt euch niemals sicher sein
- 2008 : Marie Brand und die tödliche Gier (série télévisée)
- 2008 : Die Stählerne Zeit (documentaire en plusieurs épisodes)
- 2009 : Die Alpenklinik – Riskante Entscheidung (série télévisée)
- 2010 : Der Bergdoktor – Durch eisige Höhen (série télévisée, saison 3, épisode 1)
- 2010 : Rennschwein Rudi Rüssel (série télévisée, 3 épisodes)
- 2010, 2018 : In aller Freundschaft – (série télévisée, 2 épisodes)
- 2010, 2013 : Alle Jahre wieder (mini série télévisée, rôles récurrents)
- 2010 : Quirk of Fate – Eine Laune des Schicksals (film)
- 2011 : Mord in bester Familie
- 2011 : Aktenzeichen XY … ungelöst: 10 Krallen (série télévisée)
- 2011 : Schmidt & Schmitt – Wir ermitteln in jedem Fall – Crash ins Koma (série télévisée, épisode 5)
- 2011 : Isenhart – Die Jagd nach dem Seelenfänger
- 2011 : Grimmsberg (mini-série, rôle récurrent)
- 2011 : Tom’s Video (film)
- 2011 : Extinction – The G.M.O. Chronicles (film)
- 2012 : Die Rosenheim-Cops – Tod im Swimmingpool (série télévisée , saison 11, épisode 27)
- 2012 : Zivilcourage (court métrage)
- 2012 : Judengasse (court métrage)
- 2012 : Heiter bis tödlich: Fuchs und Gans – Sternschnuppen (série télévisée, épisode 7)
- 2012 : Rommel
- 2012 : Knallerfrauen – Mitfahren macht Gelegenheit (série de sketches)
- 2012, 2015 : SOKO Stuttgart (série télévisée , 2 épisodes)
- 2013 : SOKO Wismar – Unterm Hammer (série télévisée, saison 11, épisode 6)
- 2013 : Kilian (court métrage)
- 2013 : WIR (film de compilation des courts métrages Judengasse, Kilian et Blackout)
- 2013 : Zersplitterte Nacht: 9. November 1938, als die Nacht am kältesten war … (drame documentaire)
- 2013 : Eine gute Geschichte (court métrage)
- 2013 : Sturm der Liebe (Telenovela, 5 épisodes)
- 2013–2014 : Der Lehrer (série télévisée, 3 épisodes)
- 2014 : 16 über Nacht!
- 2014 : Allein unter Irren (court métrage)
- 2014 : Lebe lieber italienisch!
- 2014 : Keep Your Head Up (clip musical)
- 2014 : Danni Lowinski – Sie ist wieder da (série télévisée, saison 5, épisode 9)
- 2014 : Totes Land (court métrage)
- 2014 : Rosamunde Pilcher – Vertrauen ist gut, verlieben ist besser
- 2014 : Weihnachten für Einsteiger
- 2014 : Heiter bis tödlich: Morden im Norden – Zivilcourage (série télévisée, saison 3, épisode 12)
- 2015 : Heldt (de) – Immer Ärger mit Harry (série télévisée, saison 3, épisode 4)
- 2015 : SOKO Köln – Partitur eines Todes (série télévisée, saison 11, épisode 20)
- 2015 : In aller Freundschaft – Die jungen Ärzte – Lebensglück (série télévisée, saison 1, épisode 7)
- 2015 : Gespensterjäger – Auf eisiger Spur (film)
- 2015 : Die Kuhflüsterin (série télévisée, 7 épisodes)
- 2016 : Tatort: Hundstage (série télévisée)
- 2016 : König Laurin (film)
- 2017 : Das Traumschiff: Kuba
- 2017 : Frühling – Schritt ins Licht (série télévisée)
- 2017 : Der Staatsanwalt – Liebe und Wut (saison 12, épisode 5)
- 2017 : Frühling – Zu früh geträumt
- 2017 : WaPo Bodensee – Genug ist genug (série télévisée, saison 1, épisode 6)
- 2017 : Frühling – Nichts gegen Papa
- 2017 : Eltern allein zu Haus – Die Schröders
- 2017 : Der Alte – Geteiltes Leid (Le Renard) (série télévisée, épisode 411)
- 2017 : Un enfant disparaît
- 2017 : Mein rechter, rechter Platz ist frei… (film)
- 2017 : Das letzte Mahl
- 2018 : Dahoam is Dahoam (série télévisée, saison 13, épisodes 2044–2045)
- 2018 : Notruf Hafenkante – Der doppelte Viktor (série télévisée, saison 12, épisode 16)
- 2018 : Einstein – Expansion (série télévisée, saison 2, épisode 3)
- 2018 : Frühling – Mehr als Freunde
- 2018 : Lifelines (série télévisée, 2 épisodes)
- 2018 : Rentnercops – Auf die Plätze (série télévisée, saison 3, épisode 3)
- 2018 : SOKO München – Tod im Schweinestall (série télévisée, saison 44, épisode 1)
- 2018 : Die Bergretter – Entführt (série télévisée, saison 10, épisode 7)
- 2019 : Nord bei Nordwest – Gold! (série télévisée)
- 2019 : Hubert ohne Staller – Eine smarte Dame (série télévisée, saison 8, épisode 12)
- 2019 : Und tot bist Du! – Ein Schwarzwaldkrimi (téléfilm en deux parties)
- 2019 : Rosamunde Pilcher: Schwiegertöchter

### Producteur
- 2016 : Die Mauer (court métrage, avec Adi Wojaczek)
- 2017 : Luca (court métrage)
- 2018 : Es wird besser (court métrage, avec Adi Wojaczek)
- 2019 : Malou (court métrage)

### Doublages
- 2006 : Fragile
- 2007 : Kleiner Dodo
- 2007 : Dragon Tiger Gate
- 2007 : Rubljowka – Straße zur Glückseligkeit
- 2007 : Spurlos – Alles muss versteckt sein
- 2009 : Bleach
- 2009 : Nadavs kleines Stück Frieden in Jerusalem
- 2010 : Time to Kill (Nicolas Cage)
- 2010 : Kambakkht Ishq – Drum prüfe wer sich ewig bindet
- 2010 : Summer Wars
- 2010 : Themba – Das Spiel seines Lebens
- 2010 : Die Rückkehr der Wollmäuse
- 2010 : Bleach – Memories of Nobody
- 2010 : Home for Christmas
- 2012 : Inside the Darkness – Ruhe in Frieden
- 2012 : Blue Exorcist
- 2013 : Fest im Sattel – Eine Cowboy-Kirche in Kalifornien
- 2013 : Pororo – The Racing Adventure
- 2014 : I Declare War
- 2014 : Starke Mädchen weinen nicht (Cool Kids Don’t Cry)
- 2014 : Blue Exorcist: The Movie
- 2014 : Samurai Flamenco
- 2014 : Der Koch
- 2015 : Emma, einfach magisch! (épisode 2)
- 2015 : Aku no Hana – Die Blumen des Bösen
- 2015 : Der Spieler mit der Nummer 5
- 2015 : Photo Kano
- 2016 : Food Wars! Shokugeki no Soma
- 2024 : L'Espion de Dieu de Todd Komarnicki

## Livres audio et pièces radiophoniques

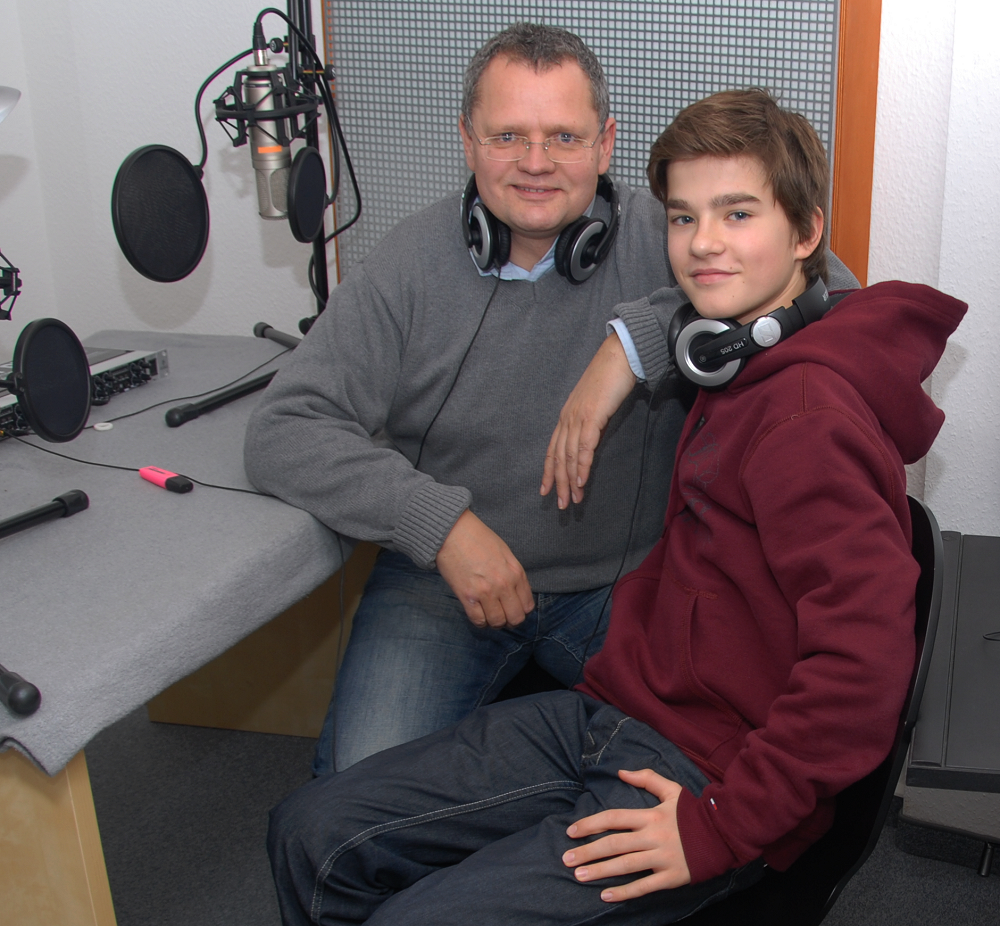
Le présentateur sportif Ulli Potofski et Patrick Mölleken, enregistrements pour la pièce radiophonique Knappenkids 2 - équipe en danger 2008

- 2007 : Angelika Bartram: Die Abenteuermaschine. (WDR).
- 2008 : Silke Lambeck: Herr Röslein. Der Audio Verlag, Berlin, 2008,  (ISBN 978-3-89813-715-7).
- 2008 : Brudermord (WDR).
- 2008 : Ulli Potofski et al.: Locke greift an. Random House Audio, Cologne, 2008,  (ISBN 978-3-86604-813-3).
- 2008 : Das Fazzoletti-Chaos. (WDR).
- 2008 : Auf der Jagd nach dem Schwarzen Gold. (WDR).
- 2008 : Joachim Hecker: Das Haus der kleinen Forscher. Der Audio Verlag, Berlin, 2008,  (ISBN 978-3-89813-721-8).
- 2008 : FC Schalke 04: Knappenkids 2 – Mannschaft in Gefahr.
- 2009 : Silke Lambeck: Herr Röslein kommt zurück. Der Audio Verlag, Berlin, 2009,  (ISBN 978-3-89813-862-8).
- 2009 : Sally Nicholls: Wie man unsterblich wird – Jede Minute zählt. Igel Records, 2009,  (ISBN 978-3-89353-260-5).
- 2009 : Ken Follett: Die Tore der Welt. Lübbe, Bergisch Gladbach, 2009,  (ISBN 978-3-7857-3785-9).
- 2009 : Georg Wieghaus: Die Nacht von San Juan. (WDR).
- 2009 : Rudolf Herfurtner: Verschwunden im Werwolfwald. (WDR).
- 2009 : Alemannia Aachen: Die Aleminis und die verschwundene Stadionuhr.
- 2010 : Die große Fußball-Box: 8-9-10 – Der Fußballgeheimbund rettet die Nationalelf. Random House Audio, Cologne, 2010,  (ISBN 978-3-8371-0347-2).
- 2010- : Team Undercover. Contendo Media, Krefeld.

Folge 5: Der geraubte Stern. (2010), Folge 6: Der unheimliche Clown. (2013), Folge 7: Doppeltes Spiel. (2013), Folge 8: Jagd in die Vergangenheit. (2013), Folge 9: Tödliche Bedrohung. (2013), Folge 10: Angst um Odysseus. (2013), Folge 11: Gefahr aus dem Weltall. (2014), Folge 12: Geisterspuk im Landschulheim. (2014), Folge 13: Im flammenden Inferno. (2014), Folge 14: Unter Haien. (2015), Folge 15: Im Fadenkreuz. (2015), Folge 16: Ein Team für alle Fälle. (2016), Folge 17: Die Spur des Bären. (2016), Folge 18: Der Schatz von Heaven’s Bridge. (2016).
- 2010 : Isabel Allende: Das Geisterhaus. Der Hörverlag, Munich, 2010,  (ISBN 978-3-86717-563-0).
- 2010 : Nelson und Mandela – Das Länderspiel. (WDR).
- 2011 : Karl Olsberg: Rafael 2.0. Lübbe Audio, Cologne, 2011,  (ISBN 978-3-7857-4482-6).
- 2011 : Tom Angleberger: Yoda ich bin! Alles ich weiß! Lübbe Audio, Cologne, 2011,  (ISBN 978-3-8339-5232-6).
- 2011 : Friedrich Ani: Wer tötet, handelt. (WDR).
- 2011 : Tessa Gratton: Blood Magic – Weiß wie Mondlicht, rot wie Blut. Random House Audio, Cologne, 2011,  (ISBN 978-3-8371-0930-6).
- 2011 : Sabine Zett: Hugos geniale Welt. Jumbo, Hambourg, 2011,  (ISBN 978-3-8337-2847-1).
- 2011 : Tom Angleberger: Darth Paper schlägt zurück. Lübbe Audio, Cologne, 2011,  (ISBN 978-3-7857-4553-3).
- 2012 : Sabine Zett: Hugos Masterplan. Jumbo, Hambourg, 2012,  (ISBN 978-3-8337-2867-9).
- 2012 : Sabine Zett: Hugo hebt ab! Jumbo, Hambourg, 2012,  (ISBN 978-3-8337-2866-2).
- 2012 : Anne Lepper: Hund wohin gehen wir. (WDR)
- 2012 : Julianna Baggott: Memento – Die Überlebenden. Lübbe Audio, Cologne, 2012,  (ISBN 978-3-7857-4628-8).
- 2012 : Bram Stoker: Dracula. Jumbo, Hambourg, 2012,  (ISBN 978-3-8337-2899-0).
- 2012 : Sabine Zett: Very important Hugo. Jumbo, Hambourg, 2012,  (ISBN 978-3-8337-2969-0).
- 2012 : Thorsten Nesch: School Shooter. (WDR).
- 2012 : Rommel. Universum Film, Munich, 2012.
- 2012 : Sigurd, der ritterliche Held. Folge 2: Im Tal der Nebel. Romantruhe, 2012.
- 2012 : Tom Angleberger: Star Wars Wookiee – Zwischen Himmel und Hölle: Chewbacca. Lübbe Audio, Cologne, 2012,  (ISBN 978-3-7857-4694-3).
- 2012 : Dark Mysteries. Folge 5: Narbenherz. WinterZeit, Remscheid 2012,  (ISBN 978-3-943732-09-2).
- 2013 : The Return of Captain Future. Folge 5: Mond der Unvergessenen. Highscore Music, Munich, 2013,  (ISBN 978-3-943166-18-7).
- 2013 : Mord in Serie. Folge 7: Das Netzwerk. Contendo Media, Krefeld 2013.
- 2013 : Heiko Wolz: Allein unter Superhelden. Der Audio Verlag, Berlin 2013,  (ISBN 978-3-86231-243-6).
- 2013 : Ulli Potofski: Lockes Matchplan – Fußballprofi. BVK, Kempen 2013.
- 2013 : Sabine Zett: Hugo chillt. Jumbo, Hambourg, 2013,  (ISBN 978-3-8337-3080-1).
- 2013 : Die schöne Magelone. Romanzen op. 33. Kohfeldt, Edewecht 2013,  (ISBN 978-3-86352-031-1).
- 2013 : Heroin. (WDR).
- 2013 : Heiko Wolz: Die Rache der Superhelden. Der Audio Verlag, Berlin 2013,  (ISBN 978-3-86231-291-7).
- 2013 : Mord in Serie. Folge 10: Atemlos. Contendo Media, Krefeld 2013.
- 2013 : Sabine Zett: Cool bleiben, Hugo! Jumbo, Hambourg, 2013,  (ISBN 978-3-8337-3157-0).
- 2014 : Robert Muchamore: Top Secret – Die Rivalen: Die neue Generation 3. Der Hörverlag, Munich, 2014,  (ISBN 978-3-8445-1441-4).
- 2014 : Dagmar H. Mueller: Die Chaosschwestern voll im Einsatz! Band 4. Der Hörverlag, Munich, 2014,  (ISBN 978-3-8445-1365-3).
- 2014 : Klaus Barbie – Begegnung mit dem Bösen. (WDR).
- 2014 : Pierdomenico Baccalario: Der Zauberladen von Applecross: Das geheime Erbe. Band 1. Random House Audio, Munich, 2014,  (ISBN 978-3-8371-2843-7).
- 2014 : Michela Murgia: Accabadora. (WDR).
- 2014 : Robert Muchamore: Rock War – Unter Strom. Band 1. Der Hörverlag, Munich, 2014,  (ISBN 978-3-8445-1582-4).
- 2014 : Pollution Police. Folge 3: Der rote Panda. Pollution Police Media, Goch 2014.
- 2015 : Joseph Delaney: Seventh Son – Der Schüler des Geisterjägers. cbj audio, Munich, 2015,  (ISBN 978-3-8371-3055-3).
- 2015 : Robert Wilson: Stirb für mich. (WDR)
- 2015 : Potz Blitz – Die Zauberakademie. Folge 1: Ein zauberhafter Anfang. Contendo Media, Krefeld 2015.
- 2015 : Hans Pleschinski: Königsallee. Der Audio Verlag, Berlin 2015,  (ISBN 978-3-86231-527-7).
- 2015 : Cornelia Funke: Tintentod. Oetinger Media, Hambourg, 2015,  (ISBN 978-3-8373-0867-9).
- 2015 : Jennifer Niven: All die verdammt perfekten Tage. Random House Audio, Munich, 2015,  (ISBN 978-3-8371-3144-4).
- 2016 : Die Sneakers und das Torgeheimnis. Band 1. Random House Audio, Munich, 2016,  (ISBN 978-3-8371-3505-3).
- 2016 : Die Sneakers und der Supersprinter. Band 2. Random House Audio, Munich, 2016,  (ISBN 978-3-8371-3507-7).
- 2016 : Joe Hill, Gabriel Rodriguez: Locke & Key. Die komplette Serie. Audible Studios, Berlin 2016.
- 2016 : John Boyne: Die unglaublichen Abenteuer des Barnaby Brocket. (WDR).
- 2016 : Pollution Police. Folge 14: Die Zirkus-Falle. Pollution Police Media, Goch 2016.
- 2016 : Joseph Conrad: Der Geheimagent. (WDR).
- 2016 : Mord in Serie. Folge 24: Labyrinth. Contendo Media, Krefeld 2016.
- 2016 : Lars Niedereichholz: Mofaheld. Audible Studios, Berlin 2016.
- 2016 : Bochum-Detektive: Fall 1 – Schwarzes Gold. Pit & Land, Lüdinghausen 2016.
- 2016 : Veit König: Surehand. Nach Motiven von Karl May. (WDR).
- 2017 : Miss Melody – Verrückt vor Glück. Spotting Image, Cologne, 2016.
- 2017: Davide Morosinotto: Die Mississippi-Bande. Wie wir mit drei Dollar reich wurden. Random House Audio, Munich, 2017,  (ISBN 978-3-8371-3824-5).
- 2017 : Eugen Egner: Aldartenrahl. (WDR).
- 2017 : Stuart Kummer: Pornflakes. (WDR).
- 2017 : Insel-Krimi. Folge 02: Borkum sehen und sterben. Contendo Media, Krefeld 2017,  (ISBN 978-3-945757-52-9).
- 2017 : Hannah Siebern: Barfuß auf Wolken. Audible Studios, Berlin 2017.
- 2017 : Barfuß am Klavier – Die Story von AnnenMayKantereit. (WDR).
- 2017 : Dorian Hunter: Folge 35.2 Niemandsland – Ausgeliefert. Zaubermond-Audio, Hambourg, 2017.
- 2017 : John Sinclair: Sonderedition 07 Brandmal. Lübbe Audio, Köln 2017,  (ISBN 978-3-7857-5500-6).
- 2017 : John Sinclair: Sonderedition 10 Das andere Ufer der Nacht. Lübbe Audio, Cologne, 2017,  (ISBN 978-3-7857-4877-0).
- 2017 : William Faulkner: Licht im August. (SWR).
- 2017 : John Sinclair Classics: Folge 32: Das Todeskabinett. Lübbe Audio, Cologne, 2017,  (ISBN 978-3-7857-5424-5).
- 2018 : Die drei ???: Folge 191: Verbrechen im Nichts. Europa (Sony Music), Munich, 2018.
- 2018 : John Sinclair Classics: Folge 33: Irrfahrt ins Jenseits. Lübbe Audio, Cologne, 2018,  (ISBN 978-3-7857-5608-9).
- 2018 : Luther Blissett: Q. (WDR).
- 2018 : Caiman Club. Folge 1: Vel predator. Vel praedam. (WDR).
- 2018 : David Zane Mairowitz: Marlov und der Moskauer Bombenzirkus. (WDR).
- 2019 : Robert Woelfl: Überfluss Wüste. (WDR).
- 2019 : Friedrich Schiller: Maria Stuart. Sony Music, Munich, 2019.
- 2019 : William Shakespeare: Hamlet. Sony Music, Munich, 2019.
- 2019 : William Shakespeare: Romeo und Julia. Sony Music, Munich, 2019.
- 2019 : Emily R. King: Das Feuer erwacht – Die letzte Königin. Teil 2. LYX Audio, Cologne, 2019,  (ISBN 978-3-96635-039-6).
- 2019 : Kim Nina Ocker: Everything I didn't say. LYX Audio, Cologne, 2019,  (ISBN 978-3-96635-015-0).
- 2019 : Carola M. Lowitz, Susanna Mewe: Jordsand. Audible Studios, Berlin 2019.
- 2020 : Arthur Machen: Gruselkabinett: Folge 158: Das innerste Licht. Titania Medien (Sony Music), 2020
- 2020 : Midnight Tales – Angst um Mitternacht: Folge 08: Mehr Sein als Schein. Contendo Media, Krefeld 2020,  (ISBN 978-3-96762-100-6).

## Jeux vidéo
- 2011 : Harry Potter und die Heiligtümer des Todes: Teil 2 : Seamus Finnigan.
- 2012 : Dark Parables 3: Der Schmerz der Schneekönigin.
- 2013 : Fabled Legends: Die Rückkehr des Rattenfängers.
- 2013 : The Keepers: Das Geheimnis des Wächterordens.
- 2013 : Edgar Allan Poe: Dark Tales: Der Goldene Käfer.
- 2014 : Aion 4.5 – Steel Cavalry
- 2014 : Invizimals: Der Widerstand
- 2014 : Call of Duty: Advanced Warfare
- 2015 : Call of Duty: Advanced Warfare – Havoc DLC
- 2015 : Battlefield Hardline
- 2015 : Call of Duty: Advanced Warfare – Ascendance DLC
- 2015 : Call of Duty: Advanced Warfare – Supremacy DLC
- 2015 : Call of Duty: Advanced Warfare – Reckoning DLC
- 2015 : Until Dawn
- 2015 : Star Wars Battlefront
- 2015 : Tom Clancy's Rainbow Six: Siege
- 2016 : ReCore
- 2016 : Aion 5.1 – Der Weise des Turms
- 2016 : Battlefield 1
- 2016 : Titanfall 2
- 2016 : Call of Duty: Infinite Warfare
- 2016 : Watch Dogs 2
- 2017 : Horizon Zero Dawn
- 2017 : Tom Clancy's Ghost Recon Wildlands
- 2017 : Aion: The Tower of Eternity 5.3 – Dragon Lord's Resurrection
- 2017 : Battlefield 1 – They Shall Not Pass DLC
- 2017 : Aion: The Tower of Eternity 5.4
- 2017 : Master X Master
- 2017 : Battlefield 1 – In The Name Of The Tsar DLC
- 2017 : Star Wars: Battlefront II
- 2017 : Ostwind – Das Spiel
- 2017 : SpellForce 3
- 2018 : Detroit: Become Human
- 2018 : Marvel's Spider-Man
- 2018 : Starlink: Battle for Atlas
- 2018 : Gwent: The Witcher Card Game
- 2018 : Déraciné
- 2018 : Battlefield V
- 2019 : Metro Exodus
- 2019 : Days Gone
- 2020 : The Last of Us Part II

## Récompenses
- 2010 : prix allemand du livre audio dans la catégorie "Meilleur livre audio pour enfants" pour Comment devenir immortel pour Angeli Backhausen (réalisatrice), Kai Hogenacker (conférencier) et Patrick Mölleken (conférencier)[1].